# Kim Schraner
Kim Schraner (* 1976 in Toronto, Ontario) ist eine kanadische Schauspielerin.

## Leben und Leistungen
Schraner studierte Klavierspiel am Royal Conservatory of Music in Toronto und Ballett an der Royal Academy of Dance. Bereits als Teenager arbeitete sie als Fotomodell für die Zeitschriften und die Fernsehwerbung. Später trat sie in einigen Theaterstücken auf. 
Schraner übernahm im Fernsehfilm Rapture (1993) eine kleine Nebenrolle an der Seite von Michael Ontkean und Karen Allen. Im Thriller Die Jagd nach dem Unicorn-Killer (1999) trat sie neben Kevin Anderson, Tom Skerritt und Naomi Watts auf. In den Jahren 2001 bis 2002 spielte sie eine der größeren Rollen in der Fernsehserie Paradise Falls. Im Thriller Dass du ewig denkst an mich (2002) spielte sie neben Nastassja Kinski eine der Hauptrollen. Von 2002 bis 2004 spielte sie die Hauptrolle der Agentin Sam in der Action-Fernsehserie Spynet, die von CBC/Radio-Canada produziert wurde. 2008 spielte sie in der Fernsehserie Testees die Bar-Besitzerin Kate.

## Filmografie (Auswahl)
- 1993: Rapture
- 1994: Angeklagt – Der Vater (Ultimate Betrayal)
- 1995: Die Chaos-Clique auf Klassenfahrt (Senior Trip)
- 1995: Nick Knight – Der Vampircop (Forever Knight, Fernsehserie, Folge 2x14 The Fix)
- 1998: Jay und die Affenbande (Summer of the Monkeys)
- 1999: Hard Time – Unschuldig verurteilt (Milgaard)
- 1999: Die Jagd nach dem Unicorn-Killer (The Hunt for the Unicorn Killer)
- 1999–2001: Twice in a Lifetime (Fernsehserie, 3 Folgen)
- 2000: Common Ground
- 2000: PSI Factor – Es geschieht jeden Tag (PSI Factor – Chronicles of the Paranormal, Fernsehserie, Folge 4x18)
- 2001: The Unsaid – Lautlose Schreie (The Unsaid)
- 2001–2008: Paradise Falls (Fernsehserie, 42 Folgen)
- 2002: American Psycho II: Der Horror geht weiter (American Psycho II: All American Girl)
- 2002: Dass du ewig denkst an mich (All Around the Town)
- 2002: A Killing Spring
- 2002: Perfect Pie
- 2002–2004: Spynet (Fernsehshow, 88 Folgen)
- 2003: See Jane Date
- 2007: Weihnachten mit Dennis – Eine schöne Bescherung! (A Dennis the Menace Christmas)
- 2008: Testees (Fernsehserie, 7 Folgen)